# Gügel

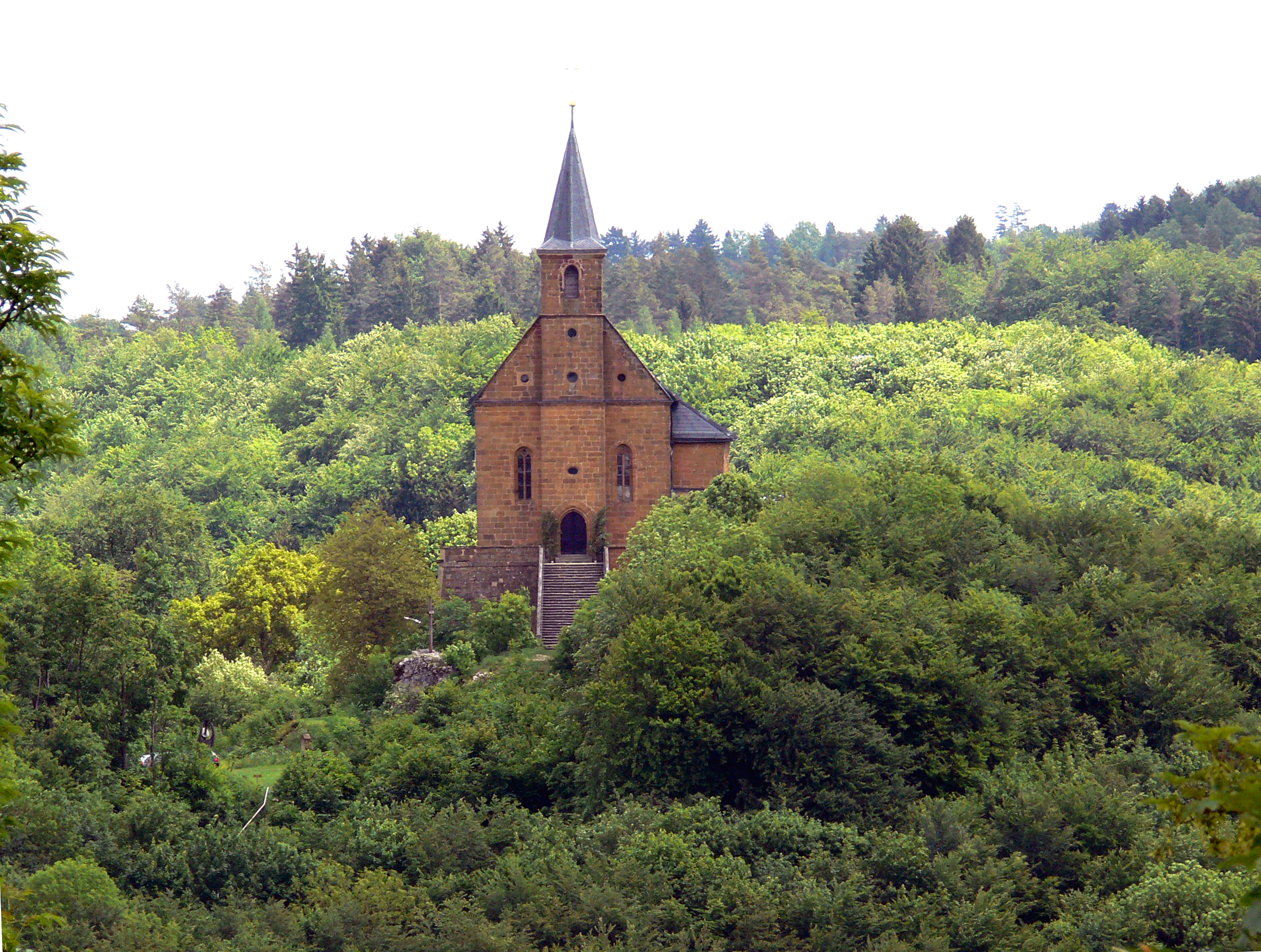
Gügel, von der Giechburg aus gesehen

Der Gügel ist eine Wallfahrtskirche und ein Gemeindeteil der Stadt Scheßlitz im oberfränkischen Landkreis Bamberg in Bayern.

## Geschichte
Auf dem Gügel wurde erstmals 1274 eine Burg Gügel mit einer Kapelle zu Ehren des Heiligen Pankratius urkundlich erwähnt. Zu den Vorgängerbauten gehörte eine Burganlage, die auf die Zeit der Andechs-Meranier zurückging und die abgegangen ist. Der Bamberger Fürstbischof Lamprecht von Brunn erwarb den Berg im Jahr 1390 von den Grafen von Truhendingen. Während die Burg verfiel, wurde die Kapelle mehrmals wiederhergestellt. 1430 wurde sie von den Hussiten zerstört. Der Bamberger Fürstbischof Anton von Rotenhan ließ weiter nördlich eine größere Kapelle bauen. Ein zweites Mal wurde sie im Bauernkrieg 1525 zerstört.
Nach den Beschlüssen des Konzils von Trient sah man zur Durchsetzung der Gegenreformation die Instandsetzung sakraler Architektur als erforderlich an. 1610 veranlasste deshalb der Bamberger Fürstbischof Johann Gottfried I. von Aschhausen einen Neubau der Kirche, in den vermutlich die alten Fundamente einbezogen wurden. Mit der Durchführung des Bauvorhabens beauftragte er die Graubündner Baumeister Lazaro Agustoni und Giovanni Bonalino.

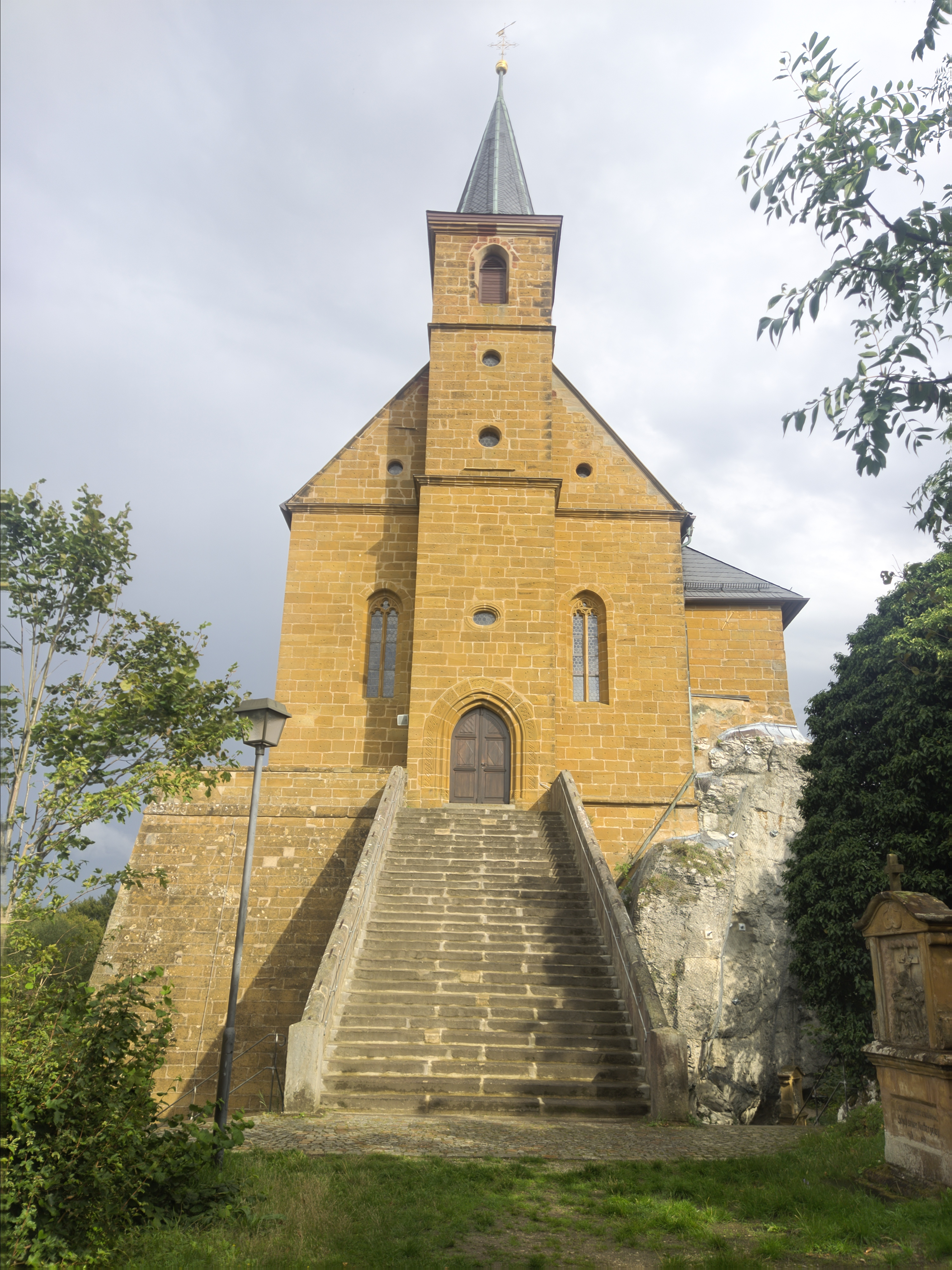
Gügel Eingang

## Beschreibung
Die Wallfahrtskirche steht auf einem Felsen. Auf einem Felsvorsprung befindet sich ein Annex mit der Sakristei. Zum Teil in die Westwand eingefügt, erhebt sich ein Turm. Im Westen ist eine Terrasse vorgelagert, zu der eine Treppe hinaufführt.
Im Untergeschoss des Chors befindet sich eine Kapelle, von der aus man über eine Wendeltreppe durch einen in den Fels gehauenen Gang in das Langhaus gelangt.
Der 1630/32 entstandene Hochaltar zeigt eine Ansicht der Wallfahrtskirche mit der Silhouette Bambergs im Hintergrund. Die Kanzel stammt aus dem Bamberger Dom, aus dem sie mit der Purifizierung im 19. Jahrhundert entfernt wurde.
An der Wallfahrtskirche verläuft der Fränkische Marienweg vorbei.

## Bildergalerie

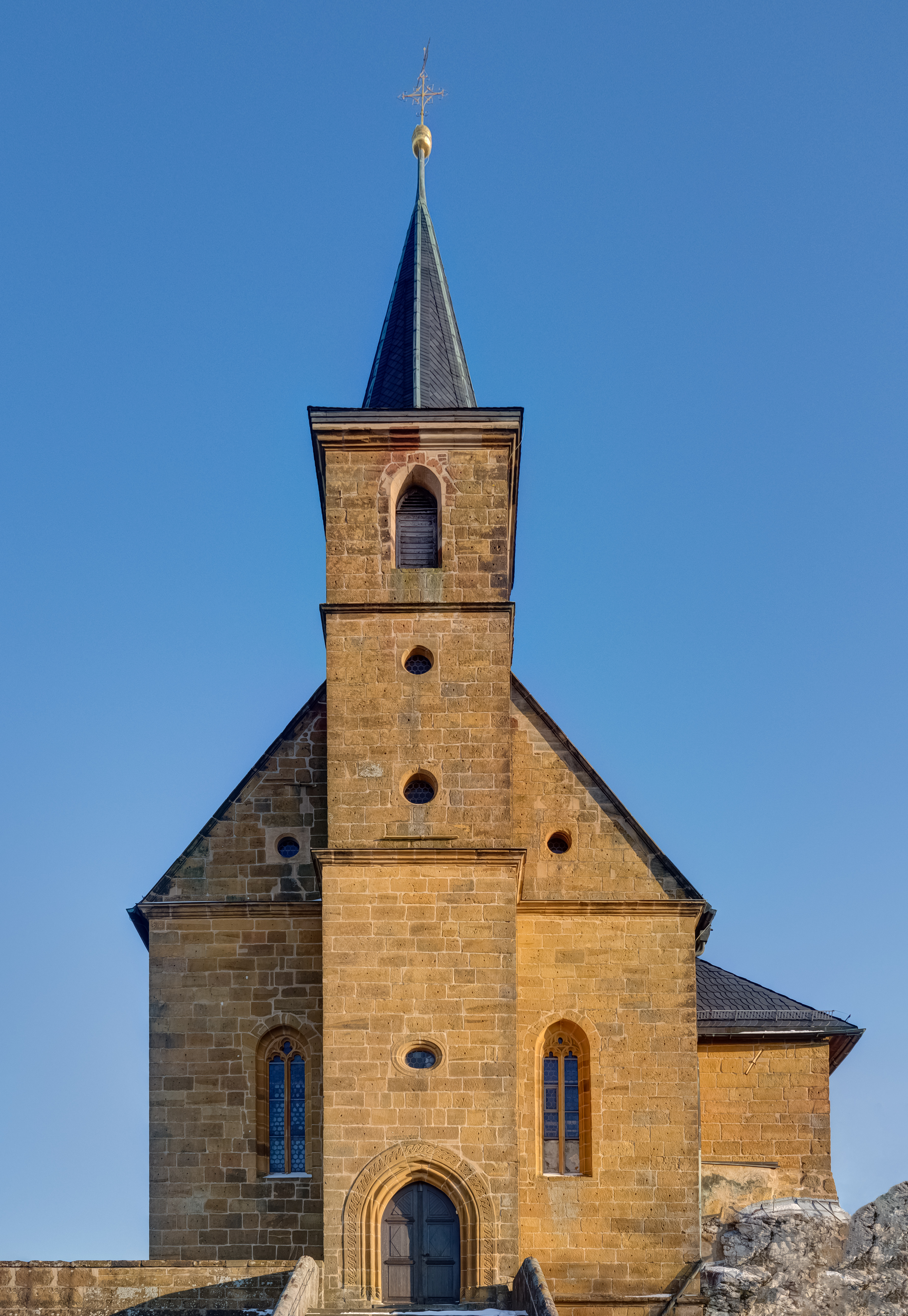
Gügelkapelle
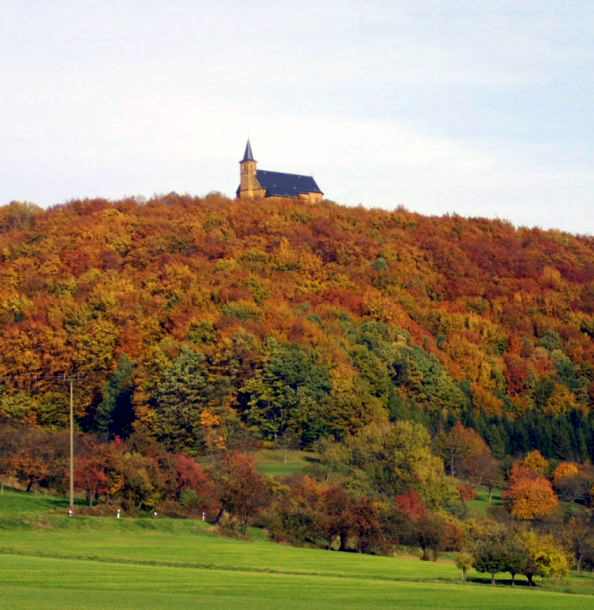
Gügel im Herbst
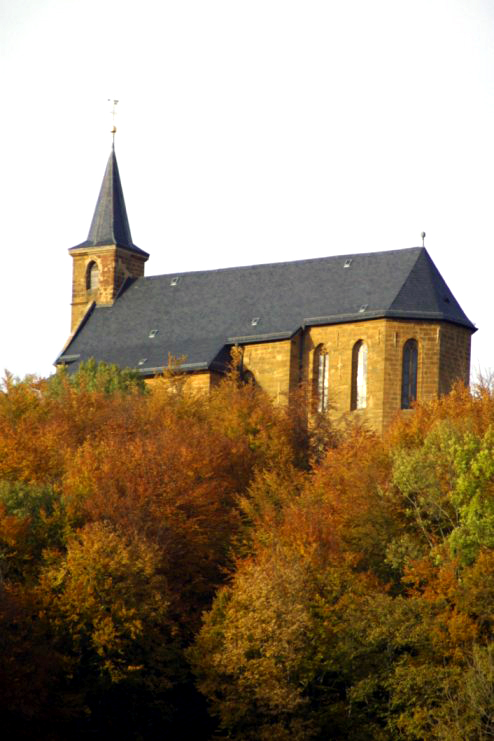
Gügel
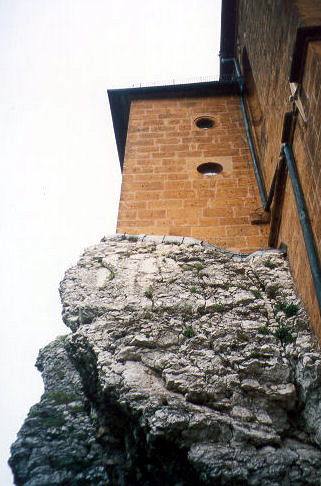
Eisensandstein auf Malmkalk
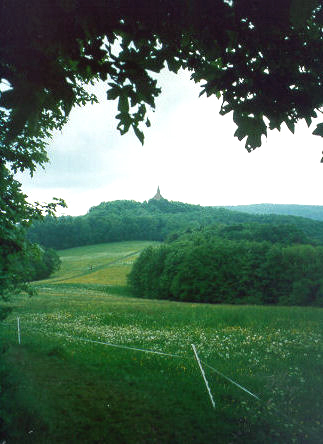
Gügel von der Giechburg aus gesehen
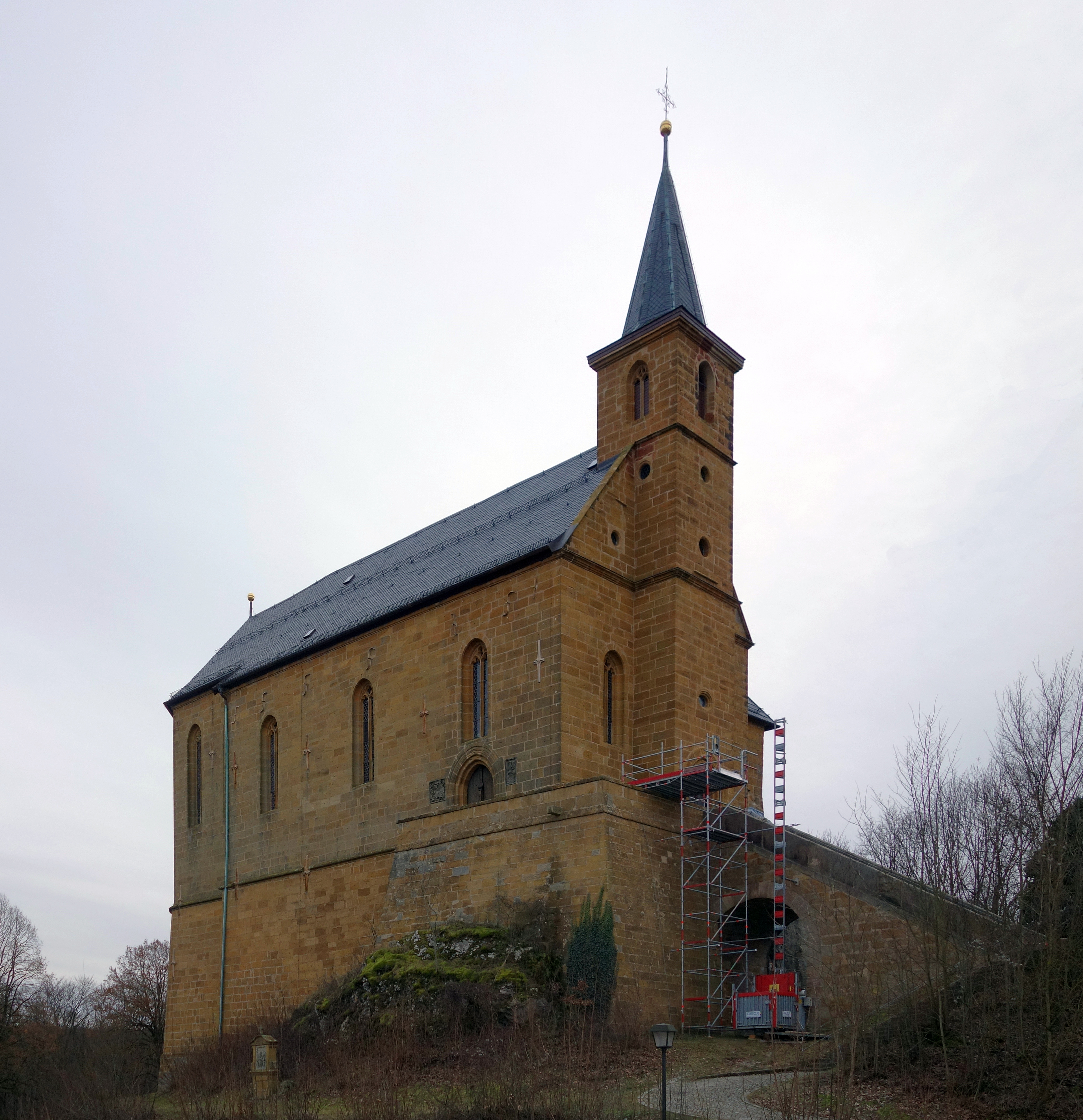
Gügel von Norden